# Nicco Montaño
Nicco Montaño (Lechee, 16 december 1988) is een Amerikaans MMA-vechtster van Navajo-afkomst. Ze was van december 2017 tot september 2018 de eerste wereldkampioen vlieggewicht (tot 57 kilo) bij de UFC.

## Carrière
Montaño begon in jaar jeugd met boksen en ging daarna aan Braziliaans jiujitsu doen. Ze debuteerde in 2013 op amateurbasis in MMA. Ze vocht in 21 maanden vijf partijen en won die allemaal binnen drie minuten. Dit deed ze twee keer op basis van een technische knock-out (TKO), twee keer op basis van een armklem en één keer op basis van verwurging (rear-naked choke).
Montaño maakte in november 2015 haar profdebuut met een overwinning op Stacey Sigala (TKO), onder de vlag van de King of the Cage-organisatie. Haar volgende tegenstandster Pam Sorenson bracht haar in februari 2016 haar eerste nederlaag toe. Ze moest die dag voor het eerst een volledige partij van drie keer vijf minuten uitvechten. Ze verloor op basis van een verdeelde jurybeslissing. Montaño won in haar volgende drie partijen nog twee keer.

### Ultimate Fighter
Montaño werd in 2017 geselecteerd voor deelname aan seizoen 26 van The Ultimate Fighter. De winnaar van deze editie zou de eerste UFC-kampioen vlieggewicht bij de vrouwen worden. Montaño kwalificeerde zich met drie overwinningen op rij voor de finale, alle drie op basis van een unanieme jurybeslissing. Daarbij won ze in de achtste finale van Lauren Murphy (voormalig kampioen bantamgewicht (tot 61 kilo) van de Invicta FC-organisatie) en in de halve finale van Barb Honchak (voormalig kampioen vlieggewicht van Invicta). Montaño zou het in de finale in eerste instantie opnemen tegen Sijara Eubanks. Zij had zich gekwalificeerd door van de als nummer één geplaatste Roxanne Modafferi te winnen. Eubanks moest alleen afzeggen doordat ze nierproblemen kreeg bij het proberen om op gewicht te komen. Zodoende vocht Montaño op 1 december 2017 voor de titel tegen Modafferi. De jury wees haar na vijf volle ronden van vijf minuten unaniem aan als winnaar.
Het duurde negen maanden voordat Montaño haar titel voor de eerste keer zou verdedigen, tegen Valentina Sjevtsjenko in september 2018. Het gevecht werd alleen geannuleerd nadat Montaño vlak voor de weging naar het ziekenhuis moest. Dit was een gevolg van problemen bij haar pogingen om op het goede gewicht te komen. De UFC zette haar na het voorval af als kampioen. Montaño werd in november 2018 voor zes maanden geschorst nadat ze positief testte op het verboden middel ostarine. Ze keerde in juli 2019 terug in de kooi om het op te nemen tegen Julianna Peña. Na drie volle ronden wees de jury haar tegenstandster die dag unaniem aan als winnaar.